# Shintomichō (métro de Tokyo)
Shintomichō (新富町駅, Shintomichō-eki) est une station du métro de Tokyo sur la ligne Yūrakuchō dans l'arrondissement de Chūō à Tokyo. Elle est exploitée par le Tokyo Metro.

## La station
La station se compose de deux quais latéraux encadrant les 2 voies de la ligne Yūrakuchō.
En moyenne, 40 183 voyageurs ont fréquenté quotidiennement la station en 2015.

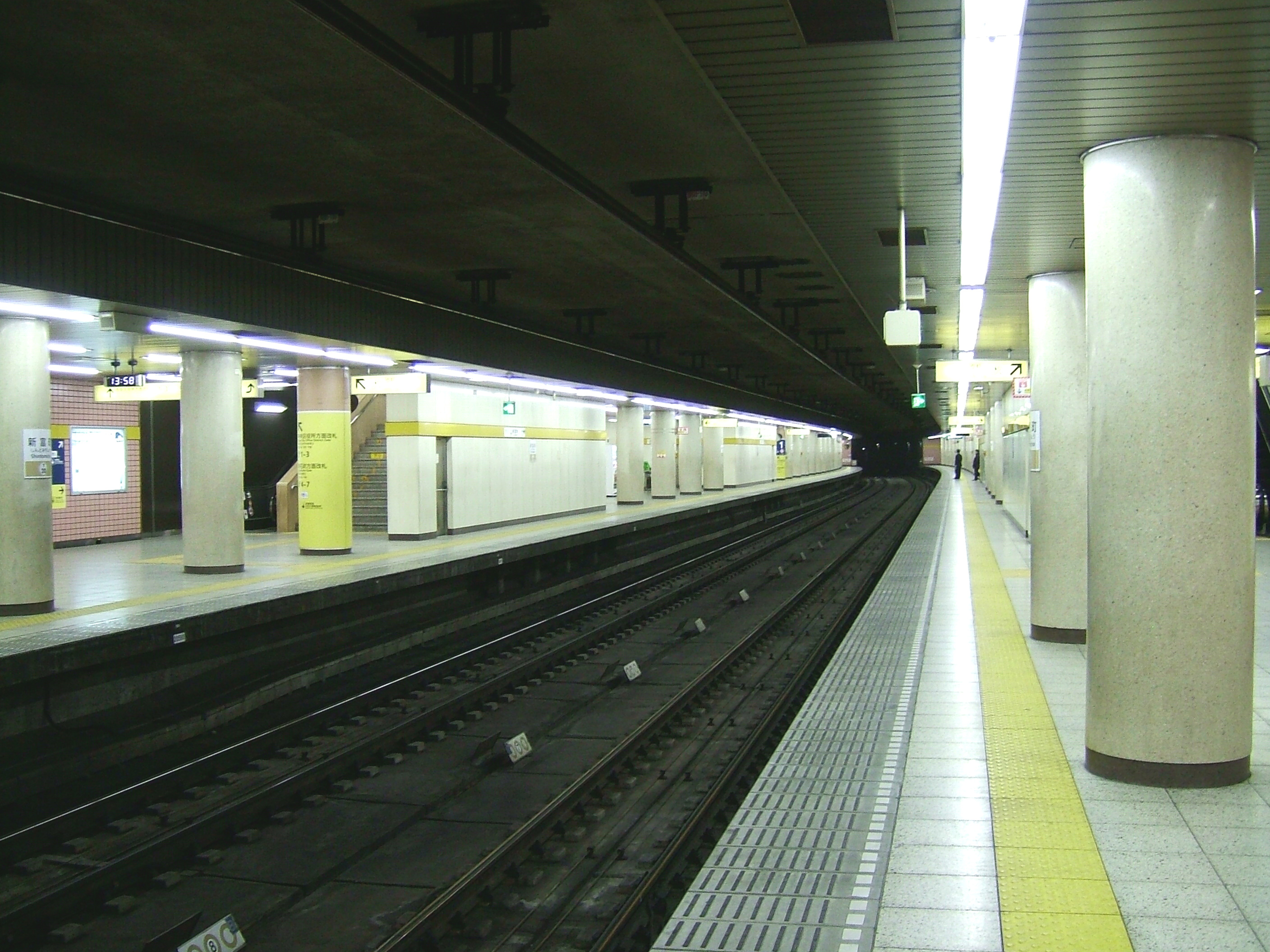
Quais de la ligne Yūrakuchō
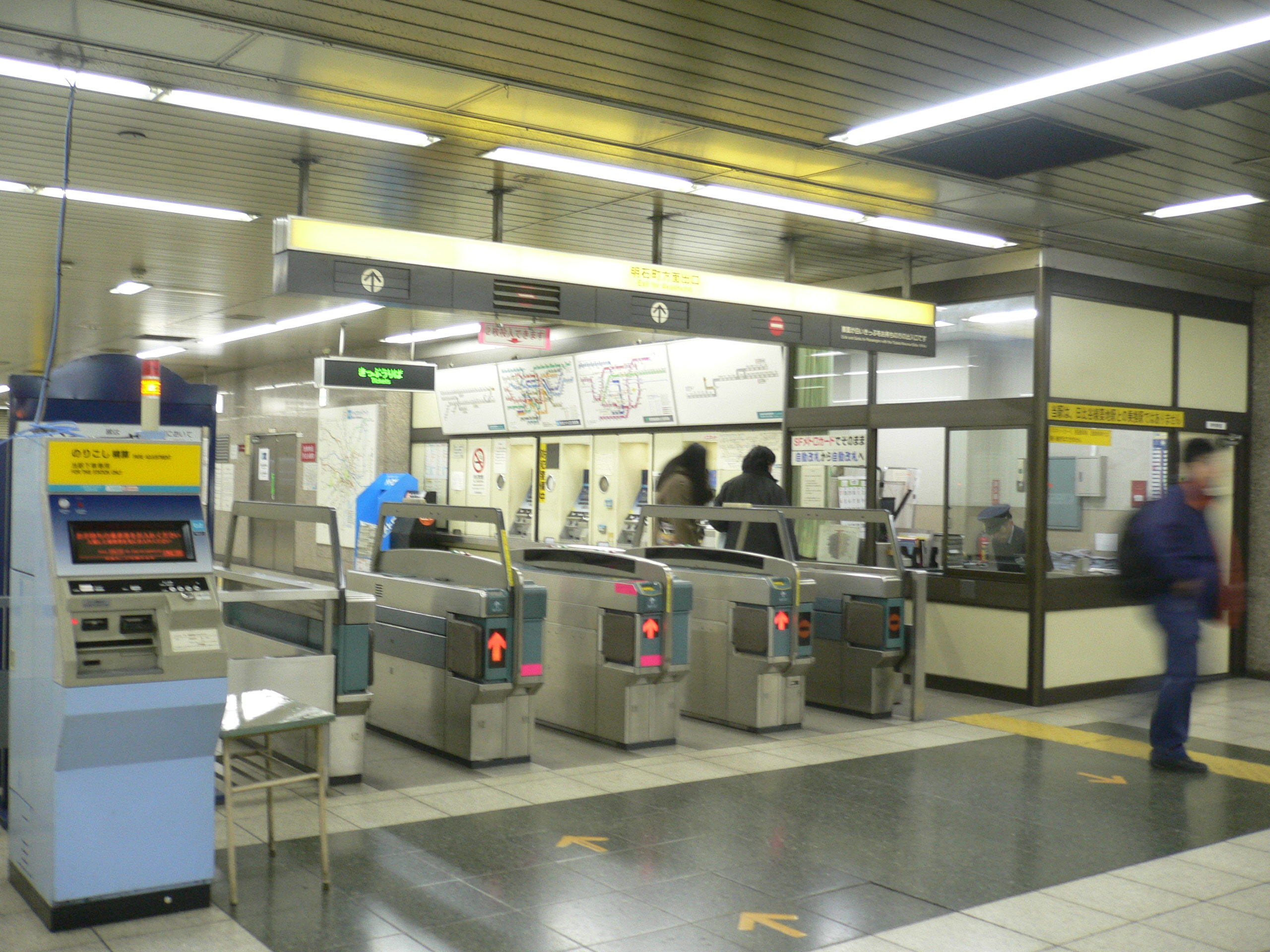
Ligne de contrôle

## Histoire
La station a été inaugurée le 27 mars 1980.

## A proximité
- Marché aux poissons de Tsukiji
- Tsukiji Hongan-ji